# Krisztina Egerszegi
Krisztina Egerszegi (ˈkristinɒ ˈɛɡɛrsɛɡi, Budimpešta, 16. kolovoza 1974.), mađarska plivačica.
Kao 14-godišnjakinja pobijedila je na OI u Seoulu disciplini 200 m leđno. Tom pobjedom je postala najmlađa plivačica koja je osvojila zlatnu medalju na OI. No, taj naslov je nosila samo 4 godine kada joj ga je na idućim igrama u Barceloni Kyoko Iwasaki oduzela. Bila je 32 dana mlađa od Kristine. U Seoulu je osvojila i srebro u trci na 100 m leđno. 
Na OI u Barceloni osvojila je 3 zlata (100 i 200 m leđno, te 400 m mješovito), te time bila najuspješnica sportašica na tim igrama. Godine 1996. u Atlanti uspjela je po treći puta osvojiti zlato na 200 m leđno, te brončanu u 400 m mješovito.
U svojoj karijeri više puta je obarala rekorde na 100 i 200 m leđno. Rekord na 200 m leđno koji je postavila 1991. godine održao se punih 16 godina sve dok ga Kirsty Coventry nije oborila.
Godine 2001. primljena je u Međunarodnu kuću slavnih vodenih športova

## Vanjske poveznice
- Sportlerportrait von Krisztina Egerszegi  Arhivirana inačica izvorne stranice od 17. lipnja 2011. (Wayback Machine) der International Swimming Hall of Fame (englisch)
- Website des IOC von Krisztina Egerszegi (englisch)
- FanSite von Krisztina Egerszegi (englisch)
- Profil bei swimrankings.net